# 瑪德2號
《瑪德2號》是一部2013年上映、台灣與中國大陆合拍的都市劇情片，由星美影業有限公司、柏合麗影業股份有限公司、寬銀幕電影製作有限公司等聯合出品，星美影業與北京星美嘉映影業有限公司聯合發行，並由台灣導演朱家麟執導，徐若瑄、黃曉明、阿端領銜主演，黃曉明同時擔任該片的出品人。影片講述了身為單親媽媽的女主人公因工作繁忙對上國小的兒子疏於照看，導致其在兒子眼裡成了一個機器人，在一位攝影師的幫助下，她終於認清了自己的問題，母子二人恢復了融洽的生活。
本片於2011年8月前後在台北迪化街、松山文化創意園區等地拍攝完成。直到兩年後的2013年8月9日，影片才在台灣和中國大陸同步上映。

## 劇情
單親媽媽曹宜每天忙於送八歲兒子小虎上學、衝到雜誌社上班，然後，想辦法賺各種外快，不放棄任何可以到手的金錢。這種心態讓她的工作表現相當不良，被老闆數落半天也就算了，還被派去當攝影師小鐵的助理。
為了拍攝老鷹而來台的小鐵，從小就在追尋飛碟的身影，對曹宜「金錢至上」的想法沒有好感，兩人衝突不斷，直到小鐵在曹宜家遇見了古靈精怪，自稱為孤獨騎士的小虎，並發現他被忙盲茫的曹宜，嚴重忽略，以致於聖誕節來臨前，小虎在卡片上許願，希望媽媽能像卡通中的媽媽機器人「瑪德2號」一樣，不會罵他、聽他說話、對他超級超級的好。
只是，拚命工作卻忘了照顧自己的曹宜，開始出現打瞌睡、發燒、疲倦等各種「當機」的現象，小虎還以為是自己願望成真，害媽媽變成一個不會關機的機器人，並擔心曹宜會因使用過度、壞掉了。為了拯救深愛的媽媽，小虎決定仿效卡通情節，讓供電到家裡的變電箱無法運作，這樣子，曹宜就無法充電，就可以關機休息！
小鐵無意間知道了小虎的秘密行動，基於對這對母子的疼惜，他必須採取行動保護他們。曹宜呢？她會安然度過健康上的危機，並看清過去的盲點，好讓自己有機會重新開始嗎？

## 演員

### 領銜主演
| 演員   | 角色   | 人物介紹   |
| 徐若瑄 | 曹 宜  | 單親媽媽   |
| 黃曉明 | 小 鐵  | 攝影師     |
| 曾志偉 |        | 雜誌社老闆 |
| 楊冪   | 楊老師 | 小學老師   |
| 阿端   | 小 虎  |            |

### 其他演出
| 演員   | 角色          | 人物介紹 |
| 楊謹華 | 芳芳          |          |
| 九孔   | 警察          |          |
| 關穎   | 小鐵阿姨      |          |
| 乾德門 | 人肉伯        |          |
| 茂伯   | 青草茶老闆    |          |
| 吳敏   | 婆婆          |          |
| 巴鈺   | 隔壁老娘      |          |
| 王凱蒂 | 女秘書        |          |
| 丁莎莎 | 氣象主播      |          |
| 邱于承 | 大貓,芳芳兒子 |          |

## 工作人員
- 出品人：楊登魁、覃宏、邱瓈寬
- 監製：邱瓈寬、彭幼芳、楊宗憲
- 原著：瑪德第二代
- 導演：朱家麟
- 編劇：蔡怡芬、朱家麟
- 攝影：王金城
- 配樂：趙增熹、張人傑
- 剪輯：李棟全
- 美術設計：郭志達

## 票房
本片在中國大陸首周三天收穫70萬元，累計票房為116萬元人民幣。台北票房則為173萬元新台幣。